# Poto y Cabengo
Poto y Cabengo (n. Grace y Virginia Kennedy) son un par de gemelas estadounidenses quienes usaron una jerigonza (lenguaje secreto) de su invención hasta la edad de ocho años. Jean-Pierre Gorin realizó una película documental acerca de las gemelas en 1979 titulado Poto and Cabengo.
Aparentaban inteligencia normal, sin embargo, desarrollaron su propio lenguaje de comunicación debido a la poca interacción con otras personas y del lenguaje hablado en sus primeros años de vida.

## Nacimiento
Grace y Virginia nacieron en 1970 en Columbus, Georgia. Su nacimiento fue normal, y fueron capaces de sostener sus cabezas y hacer contacto visual con sus padres en sus primeras horas de vida. Pero ambas sufrieron luego ataques y su padre pensó que un cirujano podría determinar si sufrían retraso mental. La mala interpretación del diagnóstico por parte de los padres de las niñas hizo que cesaran de ponerles más atención de la necesaria.

## Entornos
Ambos padres eran trabajadores (aunque después fueron caracterizados por el The San Diego Tribune como personas viviendo de la "beneficencia pública") y pasaban la mayor parte del tiempo fuera de casa. Se dejó a las niñas al cuidado de su abuela, quien sólo hablaba alemán (mientras que los padres hablaban inglés) y que atendió las necesidades físicas de las niñas, pero no jugaba ni interactuaba con ellas. Las gemelas no tenían contacto con otros niños, raramente salían a jugar y no fueron a la escuela.
El padre notó que las niñas habían desarrollado un lenguaje de su propia invención, al tiempo que usaban el inglés muy pobremente. Así, pensó que padecían retraso mental y decidió no enviarlas a la escuela por no consideralo adecuado. Cuando perdió su último empleo, habló de su familia en la oficina de desempleo y fue ahí donde una trabajadora social le sugirió ponerlas en terapia de lenguaje. En el Hospital Infantil de San Diego, la terapista Alexa Kratze rápidamente descubrió que Virginia y Grace, lejos de ser retardadas, tenían al menos una inteligencia normal y que habían inventado un lenguaje propio complejo.

## El lenguaje
El lenguaje de las gemelas era hablado muy rápidamente y tenía ritmo staccato. Esas características fueron transferidas al inglés que las niñas hablarían posteriormente. Análisis lingüísticos de su "idioma" revelaron una compleja combinación de inglés y alemán (su madre y abuela eran alemanas de nacimiento) con algunos neologismos y varias modalidades gramáticas idiosincráticas.
La historia de "las gemelas y su propio lenguaje" apareció en los periódicos en 1978 y fue incluida en una edición de People's Almanac. La explicación de los expertos de lenguaje y psiquiatras es que al no tener contacto con el idioma inglés, las niñas optaron por crear el suyo propio. Kratze apuntó que el contacto y la interacción con su familia fue quizá mínima, lo que contribuyó a que las gemelas tuvieran poco desarrollo, a pesar de haber nacido con una inteligencia normal.
Una vez que se estableció su reeducación, el padre aparentemente les prohibió expresarse en su propio "idioma" personal. Las gemelas fueron colocadas en aulas separadas en la escuela elemental. Sin embargo, el abandono de su familia las había afectado emocionalmente. Un seguimiento hecho en años posteriores reveló que Virginia trabajaba en una ensambladora; Grace, por su parte, lavaba pisos en un restaurante de comida rápida.
El documental realizado sobre ellas fue mal citada como Poto and Cabenga en la Cambridge Encyclopedia of Language.
"Poto and Cabengo" es también el nombre de una banda de folk rock.

## Ejemplo de su conversación
- Grace: Cabengo, padem manibadu peeta.
- Virginia: Doan nee bada tengkmatt, Poto.